# Charles Newman
Charles Michael "Chuck" Newman (1 de março de 1946) é um matemático e físico estadunidense no Instituto Courant de Ciências Matemáticas da Universidade de Nova Iorque, que trabalha nas áreas de física matemática, mecânica estatística e teoria das probabilidades.
É membro da Academia Nacional de Ciências dos Estados Unidos desde 2004, e da Academia de Artes e Ciências dos Estados Unidos desde 2006. Em 2012 foi eleito fellow da American Mathematical Society.
Newman obteve a graduação no Instituto de Tecnologia de Massachusetts em matemática e física. Completou um PhD na Universidade de Princeton em 1971, orientado por Arthur Wightman. Após dois anos como professor assistente na Universidade de Nova Iorque, foi para a Universidade de Indiana. Em 1979 foi para a Universidade do Arizona em Tucson, e em 1989 para o Instituto Courant de Ciências Matemáticas. Foi catedrático do Departamento de Matemática de 1998 a 2001, e diretor do Instituto de 2002 a 2006. Dentre seus alunos na Universidade de Nova Iorque consta Seema Nanda.